# ПТ-76
ПТ-76 је совјетски амфибијски лаки тенк који је уведен у употребу раних 1950-их и убрзо је постао стандардни извиђачки тенк Совјетске армије и других оружаних снага Варшавског пакта. У великим бројевима је извожен другим пријатељским државама, попут Индије, Индонезије, Ирака, Сирије, Северне Кореје и Северног Вијетнама.
Пуно име тенка је Плутајући Тенк-76 (плавающий танк, plavayushchiy tank, или ПТ-76). 76 у имену означава калибар главног наоружања: ижлебљеног тенковског топа серије Д-56Т, калибра 76,2 мм.
ПТ-76 се користи у улогама извиђања и ватрене подршке. Његова шасија је послужила као основа за неколико других возила, од којих су многа била амфибијска, укључујући БТР-50 оклопни транспортер, ЗСУ-23-4 самоходно противавионско оруђе, АСУ-85 авиодесантна самоходна артиљерија и 2К12 Куб ракетни систем противваздушне одбране.

## Развој
Након Другог светског рата, концепт лаких тенкова је доживео препород у Совјетском Савезу. Требало је да се користе у извиђачким јединицама и сходно томе амфибијске способности су биле неопходне. Захтеви су укључивали способност прелажења водених препрека уз мало припреме. Многи прототипи таквих лаких тенкова су произведени касних 40-их година двадесетог века. Најуспешнији од њих је био Објекат 740 („объект 740“), који је дизајнирао инжењер Н. Шашмурин у ВНИИ-100 институту у Лењинграду (развојном институту Чељабинског тракторског завода (ЧТЗ)) током 1949-1950. године, у почетку под надзором Жозефа Котина из Кировске фабрике. Возило је било успешно због свог простог дизајна, добрих навигационих особина и способности да прелази велике раздаљине. Његов дизајн са водено-млазним моторима је био иновативан за то време.
Прототип је произведен у Кировској фабрици 1950. године и тенк је званично уведен у употребу 6. августа 1951. са ознаком ПТ-76. Производња је почела у Стаљинградском тракторском заводу (СТЗ). Тенк је касније модификован. 1957. године, Д-56Т топ је замењен Д-56ТМ моделом – са компензатором трзаја са дуплом преградом и екстрактором гасова – и тело је подугнуто за 13 цм; тенк је додатно опремљен новим оптичким и комуникационим уређајима. Првој серији тенкова су накнадно додати Д-56ТМ топ и нова опрема. 1959. године унапређена варијанта, ПТ-76Б, је уведена у употребу и остала је у производњи до 1967. године (главна унапређења су били Д-56ТС топ са стабилизацијом и АБХ-одбрана).
1964. године, Сједињене Америчке Државе су успеле да дођу до модела ПТ-76 на начин који нису откриле. Тенк је испитао Тенковско-аутомобилски центар Војске Сједињених Држава у фебруару исте године, и донео је закључак да је тенк инфериоран у односу на постојеће америчке лаке тенкове.

## Дизајн
ПТ-76 има стандардни тенковски распоред одељака: одељак за вожњу напред, одељак за борбу у средини и одељак за мотор позади. Тенк има трочлану посаду, где командант такође има улогу тобџије и радио оператера, што га чини мање ефективним осматрачем. Командант и пунилац топа седе унутар куполе, командант седи са леве стране топа а пунилац са десне. Они имају велики дупли отвор овалног облика на врху куполе који се отвара унапред. Возач седи у средини у предњем делу тела и има отвор за једну особу који се отвара удесно, са три прореза за гледање и перископа испод главног топа на врху искошене плоче. Испод возачевог седишта се налази отвор за хитне случајеве који могу да користе сви чланови посаде. Ноћу, средњи перископ се мења ТВН-2Б уређајем за ноћно осматрање, који возачу даје јасну слику на даљини до 60 метара.

### Наоружање
Главно наоружање тенка је ижлебљени тенковски топ серије Д-56Т, калибра 76,2 мм, са ефективним дометом од око 1.500 метара и брзином паљбе од шест до осам граната у минуту. Топ је дугачак 42 калибра. ПТ-76 носи 40 граната за свој топ. Углавно се носило двадесет четири ОФ-350 високоексплозивне фрагментирајуће гранате, четири гранате за пробијање оклопа са светлећим пуњењем, четири гранате за пробијање оклопа са запаљивим светлећим пуњењем и осам БК-350М кумулативних граната (гранате са светлећим пуњењем се могу заменити гранатама са језгром од волфрама уколико су доступне). Топ је монтиран у овалну зарубљену куполу облика чиније са равним, искошеним странама која је монтирана изнад другог, трећег и четвртог пара точкова. Сви ПТ-76 тенкови имају екстрактор гасова на задњој страни куполе.
СГМТ коаксијални средњи митраљез калибра 7,62 мм долази са 1.000 метака. Ово оружје има највећи ефективни домет од 1.000 метара дању док је возило стационарно, 400 до 500 метара дању док се возило креће и 600 метара ноћу. Највећи домет је 1.500 метара. Митраљез се може пуцати у рафалима од 2 до 10 метака и има практичну брзину паљбе од 250 метака у минуту и цикличну брзину паљбе од 650 метака у минуту. Од 1967. године надаље, митраљез је замењен митраљезом ПКТ истог калибра.
Главни топ, који се сматра слабим за модерни тенк, може да испаљује БМ-354П гранате са језгром од волфрама, БР-350 гранате за пробијање оклопа са светлећим пуњењем, као и гранате за пробијање оклопа са запаљивим светлећим пуњењем и ОФ-350 високоексплозивне фрагментирајуће гранате (што може и М1942 (ЗиС-3) топ калибра 76,2 мм) и може да пробије оклоп оклопних транспортера и других возила са танким оклопом.
Командант/тобџија има малу куполу са леве стране дуплог отвора. Купола има ТПКУ-2Б уређај за осматрање и два ТНП дневна перископа и може ручно да се ротира 360 степени. Командант такође има оптички нишан са четвороструким увећањем који је монтиран са леве стране главног топа и ТШК-66 нишан/даљиномер. Пунилац има МК-4 уређај за осматрање монтиран на врх главне куполе, испред отвора.

### Муниција
Због тога што дели муницију са ЗиС-3 топом, ПТ-76 има широк распон муниције на располагању. Муниција коју ПТ-76 може да користи укључује ОФ-350 високоексплозивне гранате које могу да пробију 50 мм под углом од 17 степени са раздаљине од 900 метара, са највећим дометом од 12.000 м, БР-350Б гранате за пробијање оклопа са балистичком капислом са високоексплозивним пуњењем, које могу да пробију 75 мм на раздаљини од 500 метара и 67 мм на раздаљини од 1.000 метара са највећим дометом од 2.000 м, БР-345П гранате које могу да пробију 90 мм на 500 м и 60 мм на 1.000 м, које су касније замењене БР-345Н гранатама које могу да пробију 125 мм на 500 м и 110 мм на 1.000 м. Иако је ПТ-76 теоретски могао да се супротстави тадашњим западним лаким тенковима и неким главним борбеним тенковима, до касних 50-их је постало јасно да не може да парира модерним средњим и главним борбеним тенковима.

### Контрамере
Оклоп тенка је направљен од хомогеног, хладно ваљаног завареног челика. Купола има 20 мм оклопа под углом од 35 степени напред, 16 мм под углом од 35 степени на странама, 11 мм под углом од 33 степена позади и равних 8 мм на врху куполе. Тело има оклоп: 10 мм под углом од 80 степени напред горе, 13 мм под углом од 80 степени напред доле, равних 14 мм на странама, равних 7 мм позади и равних 5 мм испод. Овај оклоп му даје заштиту од малокалибарске ватре калибра 7,62 мм и мањих комада шрапнела артиљеријских граната. Оклоп не штити од митраљеске ватре калибра 12,7 мм или већих комада шрапнела.

### Покретљивост

#### Копно
Вешање са торзионом шипком се састоји од шест подједнако удаљених потпорних точкова са гумама, са погонским точком позади и лењивцем напред. Потпорни точкови су шупљи ради смањења тежине. Ови шупљи точкови повећавају пловност тенка за 30%. Нема точкова носача гусеница. Први и последњи потпорни точак имају хидраулички амортизер а челичне гусенице имају 96 карика свака, свака карика има једну иглу. Изнад обе гусенице постоји мало, танко, хоризонтално гусенично платно. Његов редни, 6-цилиндрични, четворотактни дизел мотор са воденим хлађењем је развијен са, ознаком В-6, тако што је В-12 мотор из тенка Т-54/55 преполовљен. Мотор може да развије 240 коњских снага (179 kW) на 1.800 обртаја у минути што тенку даје брзину на путу од 44 км/с и домет од 370 до 400 км. Возило може да пређе препреке високе 1,1 м и ровове широке 2,8 м, као и да се пење уз нагиб до 52 степена. Мотор има систем за хлађење и иницијални грејач (намењен за коришћење при температурама ваздуха нижим од -20 степени Целзијуса). ПТ-76 има ручну трансмисију са пет брзина сличну оној коју има Т-34/85. Мењач има четири брзине за кретање напред и једну за кретање назад. Возило има споредно квачило које му омогућава да се окреће, и ручну кочницу. Тенк има четири носача за додатне спољашње резервоаре за гориво на задњем делу тела. Два носача на ћошковима возила су намењена за равне резервоаре, док су два носача у средини за цилиндричне резервоаре. Ови додатни резервоари повећавају домет возила од 370 до 400 км на 480 до 510 км. ПТ-76 је поуздано извиђачко возило које је врло покретљиво, којим се лако управља и које је идеално дизајнирано за амфибијске операције, али које има врло ограничене способности као борбено возило.

#### Вода
ПТ-76 је амфибијско возило и има равно тело облика чамца које је херметички затворено и обезбеђује минималан отпор кад је возило у води. Возило може да се креће кроз воду након што се укључе две каљужне пумпе и подигне пловна плоча која побољшава стабилност возила, одгурује воду и спречава воду да уђе у предњи део тела тенка. Возачев перископ се замењује посебним перископом за воду да би возач могао да види преко пловне плоче. Када се не користи, пловна плоча се налази на предњој страни тела, испод цеви главног топа, и служи као додатни оклоп. Каљужне пумпе омогућавају возилу да плута без обзира на процурења или оштећења. Возило има и ручну каљужну пумпу за хитне случајеве. Тенк покрећу кроз воду два водено-млазна мотора, по један са обе стране тела, са улазима за воду испод тела и излазима за воду са задње стране. Са обе стране тела се такође налазе додатни помоћни улази за воду, изнад задњих потпорних точкова. Задњи излази се могу делимично или потпуно затворити поклопцима да би се вода преусмерила ка излазима усмереним напред на странама тела, што омогућује возилу да се окреће или да иде уназад. На пример, да би се возило окренуло налево, леви млазни мотор се покрива, а да би се возило окренуло надесно, десни млазни мотор се покрива. Да би се возило окренуло за 180 степени, један млазни мотор увлачи воду док је други мотор одгурује. Овај систем је дизајнирао Н. Коновалов. То је исти систем који користи оклопни транспортер БТР-50, који се заснива на ПТ-76. Највећа брзина возила у води је 10,2 км/с а највећи домет је 100 км. Возило може да пређе већину водених препрека и може да се креће по мору. Међутим, његов амфибијски дизајн га чини несразмерно великим за возило његове тежине и даје му мање оклопне заштите од других лаких тенкова.

### Додатна опрема
ПТ-76 је опремљен комуникационим уређајем за тенкове, жироскопским компасом, 10-РТ-26Е радиом са антеном која може да се продужи по потреби. На предњем делу тела возила се налазе два фара, док се на врху десне стране куполе налази рефлектор. ПТ-76 је заостајао за осталим совјетским оклопним возилима јер је возач био једини члан посаде са уређајем за ноћно осматрање и зато што возило није имало системе за гашење ватре или АБХ (атомску, биолошку, хемијску) одбрану, што му је значајно смањивало ефективност. Мањак АБХ одбране је решен са ПТ-76Б варијантом, која је имала ПАЗ („противо-атомная защита“) АБХО систем. Пошто је само возач имао уређај за ноћно осматрање, највећа удаљеност на којој је посада могла да види је била 4.000 м дању и 600 м ноћу.

## Оперативна употреба
Између 5.000 и 12.000 тенкова је произведено за време активне производње. Преко 25 држава је користило ПТ-76, укључујући Авганистан, Албанију, Анголу, Кину, Конго, Кубу, Египат, Финску, Гвинеју, Мађарску, Индију, Индонезију, Ирак, Лаос, Мадагаскар, Мозамбик, Северну Кореју, Пакистан, Пољску, Северни Вијетнам и Југославију.
ПТ-76 је коришћен као стандардни извиђачки тенк у војскама Совјетског Савеза и других држава Варшавског пакта. Такође је био намењен за препречавање водених препрека и амфибијска искрцавања. Био је коришћен у извиђачким јединицама оклопних и механизованих дивизија Црвене армије и совјетским дивизијама маринаца. Иако га је БМП-1 заменио у употреби на фронту, ПТ-76 још увек може да се нађе у извиђачким четама и батаљонима неких моторизованих пешадијских и оклопним пукова и дивизија, као и у јединицама морнаричке пешадије. Поред своје извиђачке улоге, такође се користио за прелажење водених препрека у првом таласу напада и као артиљеријска подршка приликом заузимања плажа. Главна мана оклопног возила БМП-1 и његове варијанте БРМ-1 у поређењу са тенком ПТ-76 је мањак јаког главног наоружања. Међутим, БРМ-1 је опремљен са више модерне извиђачке опреме. Такође, оба возила имају јачи предњи оклоп и бољу покретљивост и БМП-1 може да превози до осам потпуно опремљених војника. ПТ-76 је још увек у активној употреби у неколико држава, углавном у земљама у развоју. Руска војска је користила тенкове ПТ-76 у рату у Чеченији.
ПТ-76 се користи/налази у следећим јединицама/базама: 61. постројење за поправку тенкова (1), 61. Ћирћенеска бригада маринаца (26) из Спутњика, која је део Мурманског војног округа, 175. бригада маринаца (26) из Туманија, која је део Мурманског војног округа и 336. Белостокска бригада маринаца (26) из Балтијска, која је део Калињинградског војног округа.
У Пољској народној армији, тенкови ПТ-76 и ПТ-76Б су коришћени у извиђачким јединицама оклопних и механизованих дивизија и јединицама за заштиту обала укључујући 7. Лужичку десантну дивизију (званично 7. Дивизија за заштиту обала).  Пољска је такође користила FROG-3 Луна возила за лансирање тактичких ракета, која су заснована на ПТ-76.
Тенкове ПТ-76 је користила војска Индије и били су у статусу резерве док нису повучени из употребе 2009. године, након чега су коришћени као мете за гађање и као споменици у разним војним објектима.

### Борбена употреба

#### Вијетнамски рат
Совјетски тенкови ПТ-76, заједно са тенковима Т-54, Т-55 и кинеским Тип 59 тенковима, су сачињавали већину оклопних снага Народне армије Вијетнама.
Прва успешна операција оклопних снага Народне армије Вијетнама у Вијетнаму је била против кампа за специјалне јединице код Ланг Веја 6. и 7. фебруара 1968. године (тенкови су раније коришћени у бици код Бан Хуеј Санеа, међутим та битка се одиграла мало преко границе са Лаосом). Тринаест тенкова ПТ-76 202. оклопног пука Народне армије Вијетнама је извршило фронтални напад против отприлике 24 припадника Зелених беретки, 500 паравојника Јужног Вијетнама и 350 војника Лаоса. Браниоци су се супротставили својим М40 бестрзајним топовима калибра 106 мм (један на улазу је успео да онеспособи три тенка ПТ-76 пре него што је и сам онеспособљен), и М72 LAW једнократним ручним бацачима ракета калибра 66 мм, који нису били ефективни. Браниоци су затражили појачање из оближње војне базе у Ке Сану, али база није могла да им помогне јер је и сама била под опсадом. Камп у Ланг Веју је заузет, а тенкови ПТ-76 су наставили да нападају војнике који би се успаничили и кренули да беже из подземних бункера, користећи своје тешке митраљезе са монтираним рефлекторима. Неколико преживелих је успело да побегне и они су евакуисани хеликоптерима. 
Прва „борба“ тенка ПТ-76 са другим тенковима се одиграла средином 1968. године, када је амерички извиђачки авион уочио тенковску посаду како пере свој ПТ-76 код реке Бен Хај у Вијетнамској демилитаризованој зони (17. паралела). Пилот је обавестио оближњу америчку јединицу тенкова М48 Патон из 3. тенковског батаљона о локацији тенка. Уз помоћ пилота који је наводио паљбу, М48 тенкови су испалили три гранате калибра 90 мм; погодивши ПТ-76 трећом гранатом. Посада је напустила свој тенк. Мало након тога, неколико F-4 фантом млазњака у повратку са мисије је уочило ПТ-76 и, пошто им је било остало муниције, разнели су шта је било остало од возила.

##### Битка код Бен Хета
Битка код Бен Хета је била једини тенковски окршај између Народне армије Вијетнама и америчких снага током целог Вијетнамског рата. Десет тенкова ПТ-76 се сукобило са три тенка М48. 3. марта 1969. године, 202. оклопни пук Народне армије Вијетнама је напао камп специјалних јединица у Бен Хету.  Задатак оклопног пука је био да уништи самоходну артиљерију калибра 175 мм у кампу. Један тенк ПТ-76 је био детонирао мину, што не само да је упозорило присутне у кампу, него је такође оштетило друге тенкове ПТ-76 који су нападали камп. Бакље су биле постављене по кампу, што је откривало тенкове, али је један ПТ-76, уочивши бљеске топова, успео да директно погоди куполу једног тенка М48, што је убило два и повредило још два члана посаде. Други М48, користећи исту методу, је уништио ПТ-76 својим другим поготком. Следећег дана, на бојном пољу су остала два уништена тенка ПТ-76 и један уништени оклопни транспортер БТР-50.

##### Прва употреба TOW ракете у борби
ПТ-76 је био део значајног догађаја у оклопном ратовању, тако што је био прва жртва BGM-71 TOW (Tube-launched, Optically tracked, Wire-guided) противтенковске ракете.
24. априла 1972. године, амерички специјални експериментални 1. борбени ваздушни TOW тим је стигао у Јужни Вијетнам. Тим се састојао од два UH-1B хеликоптера са монтираним новим BGM-71 TOW ракетама и техничарима из Бел хеликоптера и Хјуз ваздухопловне корпорације. Тим је послат у Средишњу висију, где је започео тренинг у коришћењу оружја. Од 2. маја надаље, тим је изводио дневне летове у потрази за непријатељским оклопним возилима, са ракетама монтираним у XM26 троцевне бацаче. 9. маја, оклопне јединице Народне армије Вијетнама су напале камп Бен Хет; TOW тим је уништио три тенка ПТ-76 и зауставио напад.
26. маја, Народна армија Вијетнама је поново покушала да заузме град Кон Тум. Хеликоптери са TOW ракетама су стигли са првим дневним светлом и видели су тенкове Народне армије како се крећу готово по вољи кроз делове града. Конвенционални ваздушни напади би били превише ризични за пријатељске снаге, и TOW ракете су се показале као идеалне за појединачно уништавање непријатељских тенкова. На крају првог дана, два хеликоптера са TOW ракетама су била уништила 9 тенкова и оштетила један. Четири уништена тенка и један оштећени тенк су били тенкови ПТ-76.

#### У индијској служби
ПТ-76 су користиле снаге Индије током Индијско-пакистанског рата 1965. године и 1971. године. Тактике које је Копнена војска Индије користила су омогућиле тенку ПТ-76 да игра виталну улогу на источном фронту рата 1971. где се ПТ-76 показао као супериоран у односу на застареле пакистанске тенкове М24 Чефи иако је био бројчано надјачан. Један добар пример таквог окршаја је била битка за Гарибпур, где је индијски пешадијски батаљон са 14 тенкова ПТ-76 успео да уништи пакистанску оклопну јединицу величине бригаде и да им нанесе тешке губитке.
Током битке, осам пакистанских тенкова М24 Чафи је уништено а три заробљено, док су два тенка ПТ-76 онеспособљена.

#### Остали сукоби
ПТ-76 је такође коришћен у Шестодневном рату 1967. године, током ког је Војска Израела уништила или заробила неколико тенкова ПТ-76. Током Јомкипурског рата 1973. године тенкове ПТ-76 је користила египатска 130. бригада маринаца током прелажења Великог горког језера.
Народне оружане снаге за ослобођење Анголе су користиле ПТ-76 тенкове током Анголског грађанског рата, а користила их је и Куба током своје дуге интервенције у држави. Један ПТ-76 Народних оружаних снага је уништен од стране јужноафричких Рател-90 оклопних кола током Операције Модулер. Барем шест других тенкова је заробљено од стране јужноафричких експедиционих снага током овог сукоба.
Током ратова у Југославији, ПТ-76 је користила Југословенска народна армија а касније и Српска војска Крајине у неколико битака током ратова у Словенији и у Хрватској.
Марински корпус Индонезије је користио тенкове ПТ-76Б на индонежанском острву Амбон током Малуку религиозног сукоба од 1999. до 2003. године, као и у средини 1970-их током Операције Лотус (Operasi Seroja).

### Списак сукоба
- Совјетска инвазија на Мађарску (СССР)
- Вијетнамски рат (Северни Вијетнам)
- Грађански рат у Лаосу (Северни Вијетнам, Краљевина Лаос)
- Сукоб Индонезије и Малезије (Индонезија)[34]
- Индијско-пакистански рат 1965. (Индија)
- Јужноафрички гранични рат
- Шестодневни рат (Египат, Сирија)
- Инвазија Варшавског пакта на Чехословачку
- Грађански рат у Камбоџи (Северни Вијетнам)
- Индијско-пакистански рат 1971. (Индија)
- Јомкипурски рат (Египат, Сирија)
- Инвазија Индонезије на Источни Тимор (Индонезија)[34]
- Анголски грађански рат
- Камбоџанско-вијетнамски рат (Вијетнам)
- Ирачко-ирански рат (Ирак)
- Заливски рат (Ирак)
- Ратови у Југославији
  - Рат у Словенији
  - Рат у Хрватској
  - Рат у БиХ
- Други чеченски рат (Русија)
- Малуку религијски сукоб (Индонезија)[33]
- Офанзива Индонезије у Аћеху[34]
- Рат у Ираку
  - Инвазија Ирака 2003.

## Верзије

### Совјетски Савез
- ПТ-76 (Објекат 740, 1951) – Оригинални ПТ-76 наоружан ижлебљеним Д-56Т топом калибра 76,2 мм (без компензатора трзаја са дуплом преградом или екстрактора гасова). Производио се између 1951. и 1957. године.[1]

- ПТ-76 (Објекат 740, 1957) – ПТ-76 наоружан Д-56ТМ ижлебљеним топом калибра 76,2 мм (са компензатором трзаја са дуплом преградом и екстрактором гасова), а висина тела је подигнута за 13 цм.[1] Ова верзија има ТВН-2Б уређај за ноћно осматрање за возача, нова светла, нови Р-113 радио уместо старог 10-РТ-26Е модела (касније је замењен моделом Р-123) и ТДА термички систем за стварање димне завесе.[1] Такође је монтиран рефлектор на врху куполе, на десној страни.[35] Западни извори понекад називају ову верзију „ПТ-76Б“.
- ПТ-76Б (Објекат 740Б, 1959) – ПТ-76 наоружан Д-56ТС ижлебљеним топом калибра 76,2 мм (са компензатором трзаја са дуплом преградом, екстрактором гасова и СТП-2П „Зарја“ системом за стабилизацију са две осе),[1] са ПАЗ („противо-атомная защита“) АБХО системом, аутоматским системом за гашење пожара, унапређеним ТШК-2-66 оптичким уређајем, вентилационим системом са филтером, унапређеним уређајима за осматрање, унапређеном електричном опремом, новим В-6Б редним 6-цилиндричним четворотактним дизел мотором са воденим хлађењем који може да развије 263 коњске снаге (196 kW) на 1800 обртаја у минути и додатним унутрашњим резервоарима за гориво због којих је облик оклопа морао благо да се измени. Ови додатни резервоари за гориво су повећали количину горива које возило може да носи са 250 L на 400 L. Нови мотор је преполовљена верзија мотора који се користи у тенку Т-54. Са новим мотором и додатним резервоарима за гориво, домет возила је повећан на 480 км на путу (590 км са додатим спољашњим резервоарима за гориво) и 120 км на води. Д-56ТС ижлебљени топ калибра 76,2 мм може да испаљује нове поткалибарске пројектиле за пробијање оклопа, са пробојношћу до 75 мм под углом од 60 степени на 2.000 метара. Једна таква граната је додата стандардном пакету муниције који ПТ-76 носи, тако да тенк сада носи 41 гранату.[2][4][11][12][13][35] Производио се између 1959. и 1967. године.[1]
  - ПТ-71 (не мешати са израелским PТ-71) – ПТ-76 на који је монтиран 9М14 Маљутка (НАТО код: AT-3 Sagger) систем за испаљивање навођених противоклопних ракета, на задњем делу куполе.[35] Дизајн није коришћен и име није званично.
- ПТ-76А – Ознака за тенкове ПТ-76 и ПТ-76Б наоружане ДШК 1938/46 противваздушним тешким митраљезом калибра 12,7 мм, на ротирајућем носачу на врху куполе.[35]
- ПТ-76К – Командна верзија са додатном антеном на десној страни куполе и генератором у задњем делу тенка.[35]

- ПТ-76М (Објекат 740М) – ПТ-76 са побољшаним амфибијским способностима захваљујући већој количини воде коју може да гура од себе. Ова варијанта је развијена за руске маринце али није усвојена јер није имала унапређене борбене способности. Уместо ње, маринци су усвојили ПТ-76Б верзију, са додатом цеви за дисање под водом.[2][35]
- ПТ-85 (не мешати са Објектом 906 или севернокорејским Типом 82) – ПТ-76 са изливеном куполом и топом од 85 мм. Коришћен током инвазије на Чехословачку.[35]

- ПТ-85 (Објекат 906) (не мешати са ПТ-85 са изливеном куполом или севернокорејским Типом 82) – Заснован на шасији тенка ПТ-76, наоружан топом Д-58 калибра 85 мм, два прототипа су произведена.[35][36]

- ПТ-90 (Објекат 906) – Заснован на шасији тенка ПТ-76, наоружан Д-62 топом калибра 90 мм, стигао само до техничке фазе дизајнирања.[35]

- Објекат 280 – ПТ-76 на који је монтиран 16х130 мм вишецевни бацач ракета.[35]
- ПТ-76РХ – ПТ-76 претворен у лаки амфибијски извиђачки тенк са АБХ одбраном. Има заобљену куполу и држач за сигналну заставицу на задњем делу тела.[35]
- БТР-50П – Амфибијски оклопни транспортер са гусеницама, заснован на шасији тенка ПТ-76.

- Објекат 911 – Експериментално борбено возило пешадије које је развио развојни биро  И. В. Гавалова. Објекат 911 је имао гусеничасту суспензију као и четири точка који су могли да се увлаче испод тела тенка. Теоретске предности система точак-гусенице се нису показале у пракси и дизајн је проглашен превише сложеним да би се реализовао.[37]

- Објекат 914 – Експериментално борбено возило пешадије. Возило је дизајнирао раних 1960-их развојни тим под вођством И. В. Гавалова у Волгоградској фабрици трактора (ВТЗ) и прототип је био спреман за тестове 1964 године. Објекат 914 је био наоружан са два ПКТ митраљеза калибра 7,62 мм монтирана у телу тенка, са обе стране возача. Возило је имало посаду од две особе и могло је да превози до осам потпуно опремљених војника (од којих би двојица користила ПКТ митраљезе). Његова борбена тежина је износила 14,4 тона. Након низа тестова 1964. године, други прототип, Објекат 765, је изабран да постане ново совјетско борбено возило пешадије под именом БМП-1. Објекат 914 није изабран углавном због свог дизајна са мотором у задњем делу тела, што је терало војнике да улазе и излазе кроз једна врата на задњој десној страни возила и кроз отворе на врху возила. Објекат 765 је генерално био боље дизајниран.
- АСУ-85 – Десантни јуришни топ који користи делове тенка ПТ-76.
- СПУ 2П2 (С-119А) – Возило за лансирање тактичких ракета 2К1 Марс (С-122А) (FROG-2).[2][12][38]
- ТЗМ 2П3 (С-120А) – Транспортно возило за тактичке ракете 2К1 Марс.[39]
- СПУ 2П16 (С-123А) – Возило за лансирање тактичких ракета 2К6 Луна (С-125А) (FROG-3/5).[39]
- ТЗМ 2П17 (С-124А) – Транспортно возило за тактичке ракете 2К6 Луна. Ово је било само прототип.[39]
- ГМ-568 – Шасија коришћена за 1С91 возило за навођење за 2К12 Куб земља-ваздух ракетни систем. Шасија користи неке елементе тенка ПТ-76, укључујући систем трансмисије и точкове. Скоро је идентична шасији ГМ-578.[40]
- ГМ-575 – Шасија коришћена за ЗСУ-23-4 самоходно противавионско оруђе. Користи неколико компоненти тенка ПТ-76.
- ГМ-578 – Шасија коришћена за 2П25 возило за лансирање које је део 2К12 Куб земља-ваздух ракетног система. Користи неке елементе тенка ПТ-76 укључујући систем трансмисије и точкове. Скоро је идентична шасији ГМ-568.[40]
- ГСП (Објекат 55) или 'ГСП-55'. ISBN 3-613-02152-8. – Амфибијски самоходни трајект са гусеницама. Састоји се од леве и десне јединице које не могу да се замене, са великим спољашњим понтонима. Обе јединице користе велики број компоненти тенка ПТ-76, попут делова вешања, (модификованог) мотора, електричног система и система за управљање. ГСП трајект је могао да преноси до 52 тоне и кретао се брзином од 6 км/с.[41]

### Белорусија
- ПТ-76М – Унапређени ПТ-76 са УТД-20 мотором који може да развије 300 коњских снага (224 kW), новим системима за управљање и кочење, дизајниран од стране Минотор-Сервиса из Минска. Сличан пакет унапређења постоји за возило БТР-50.[42]

### Народна Република Кина
- Тип 60 – Кина је добила неколико ПТ-76 тенкова 1950-их и хтела је да направи свој амфибијски лаки тенк. Тип 60 је био први дизајн који се показао као незадовољавајући због прегревања мотора. Даље развијање тог дизајна је довело до амфибијског лаког тенка Тип 63 (тенк), који има неке сличности са тенком ПТ-76.[43]

### Чехословачка
- OT-62 TOPAS (OT-62 значи Obrněný Transportér vzor 62 – „Оклопни транспортер модел 62“) ( значи Transportér Obrněný PÁSový – Гусеничасти оклопни транспортер) – Серија варијанти возила БТР-50 које су заједно развиле Пољска и Чехословачка. Слично је возилу БТР-50ПК али има отворе са страна тела, јачи ПВ-6 мотор од 300 коњских снага (224 ) и две секције за осматрање као у возилу БТР-50ПУ.[44][45]

### Источна Немачка
- K1 – Командно возило засновано на тенковима ПТ-76 модел 2 и ПТ-76Б. Опремљено је додатним Р-112 радиом.[35][самоиздавачки извор?]

### Индонезија
- – ПТ-76Б индонежанских маринаца модернизован PT-2000 пакетом израелске компаније Нимда 1990-их година.[46] Наоружан Кокерил 3М-А2 топом калибра 90 мм (са компензатором трзаја са више утора), FN MAG коаксијалним и ротирајућим митраљезима, већим прорезом за гледање за возача и новим Детроит Дизел 6V92T мотором.[47][48]
  -  – ПТ-76 који су користили индонежански маринци је унапредила компанија ПТ Луминдо Арта Сејати маја 2020. године. Нови Детроит Дизел 6V92T мотор са 300 коњских снага, Кокерил 3M-A2 топ калибра 90 мм (са компензатором трзаја са више утора), нови систем за контролу паљбе, нови уређај за дневно и ноћно осматрање, нови ласерски даљиномер и нови стабилизатор топа.[49][50]
- – Предложена унапређења од стране Укрспецекспорта у сарадњи са компанијом ПТ Луминдо Арта Сејати средином 2020. године. Оригинална купола је замењена Џон Кокерил LCTS 90MP куполом, наоружаном Кокерил 3M-A2 топом калибра 90 мм и опремљеном аутоматским пуњачем.[51] Возилу је омогућено да испаљује Фаларик 90 противоклопне навођене ракете,[52] уграђени су нови Каминс VT400 дизел мотор и Алисон трансмисија, уграђен је Заслон-Л систем активне заштите, Синтез систем за контролу паљбе, Базалт систем за навигацију, уграђени су Харис радио уређаји и друга унапређења.[53][54]
- (Tank Amphibi Peluncur Incendiary Rocket – Амфибијски тенк-бацач запаљивих ракета) – Један ПТ-76Б је модификован тако што је на врх куполе монтиран 17-цевни бацач ракета калибра 140 мм са вишецевног бацача ракета БМ-14-17, а главни топ је уклоњен. Модификацију је извршила ПТ Алсо Путра Индонезија 1995. године. Пројекат је отказан због мањка новца.[55]

### Израел
- PT-71 (не мешати са совјетским ПТ-71) – ПТ-76 који је унапредила Нимда Група, који има Кокерил топ калибра 90 мм, нови митраљез, нови систем за контролу паљбе, ласерски даљиномер, уређаје за ноћно осматрање и Детроит Дизел 6V71T дизел мотор од 300 коњских снага. Једини познати купци су биле израелска и индонежанска војска.[56][35]

### Северна Кореја
- (Тип 82) (не мешати са Објектом 906 или тенком ПТ-85 са изливеном куполом) – Северна Кореја је развила своје сопствено возило делимично засновано на тенку ПТ-76.

### Пољска
- са додатним ДШК 1938/46 противавионским тешким митраљезом калибра 12,7 мм на ротирајућем носачу и засебним отворима на куполи за команданта и пуниоца.
- са додатним перископима постављеним на десном делу врха куполе.[35]
- без компензатора трзаја.[35]
- са додатним ДШК 1938/46 противавионским тешким митраљезом калибра 12,7 мм на ротирајућем носачу и засебним отворима на куполи за команданта и пуниоца.[35]
- OT-62 TOPAS (OT-62 значи Obrněný Transportér vzor 62 – „Оклопни транспортер модел 62“) ( значи Transportér Obrněný PÁSový – Гусеничасти оклопни транспортер) – Серија варијанти возила БТР-50 које су заједно развиле Пољска и Чехословачка. Слично је возилу БТР-50ПК али има отворе са страна тела, јачи ПВ-6 мотор од 300 коњских снага (224 ) и две секције за осматрање као у возилу БТР-50ПУ.[44]
- –  возило за лансирање FROG ракета које је претворено у помоћно техничко возило (на пољском: Wóz Pogotowia Technicznego).[35]

### Руска Федерација
- ПТ-76Б опремљен новим В-6М дизел мотором од 300 коњских снага (224 kW) који је повећао највећу брзину на путу од 44 км/с на 45 км/с и највећу брзину у води од 10,2 км/с на 11,2. Ово је повећало специфичну снагу од 17,1 коњских снага по тони (12,3 kW по тони) на 19,5 коњских снага по тони (14,5 kW по тони).[17]
- PT-76E – Ово је најновији програм модернизације тенка ПТ-76. Програм је повећао борбену ефикасност возила радикалним повећањем ватрене моћи, што је захтевало нову БМ-57 куполу и друго наоружање. Ова варијанта је наоружана АУ-220М аутоматски топом калибра 57 мм (који је заснован на С-60 противавионском топу калибра 57 мм).[57] Развила га је компанија ЦБ Буревецник из Нижњег Новгорода. Његове гранате за пробијање оклопа са светлећим пуњењем могу да пробију 100 мм челичног оклопа на раздаљини од 1.120 м. Ово ново оружје може да уништи већину модерних борбених транспортера и борбених возила пешадије. Такође може да напада ваздушне мете на раздаљини до 6 км. Аутоматски топ може да користи две врсте муниције, фрагментирајуће са светлећим пуњењем и за пробијање оклопа са светлећим пуњењем, као и посебне „зенит“ гранате. Топ може да испаљује гранате појединачно, у кратким рафалима (две до пет граната) или у дужим рафалима (до 20 граната). Брзина аутоматске паљбе може да достигне 120 граната у минути. Систем функционише коиришћењем енергије испаљених граната, а не коришћењем спољашњег извора енергије. Ватрена моћ је повећана пет и по пута у тенку ПТ-76Е у односу на ПТ-76Б. ПТ-76Е је опремљен јачим УТД-20 6-цилиндричним четворотактним  15,8 L дизел мотором у V конфигурацији са безваздушним убризгавањем и воденим хлађењем. Мотор може да развије 300 коњских снага (224 kW) на 2.600 обртаја у минути и преузет је од возила БМП-1, као и мењач. Специфична снага је повећана на 20 коњских снага (15 kW) по тони. Тиме се такође повећава највећа брзина на путу са 44 км/с на 60 км/с, са просечном брзином ван пута повећаном са 32 км/с на 42 км/с. Неке верзије уместо наведеног мотора имају моторе УТД-23 или В-6БФ. Возило такође има нове гусенице. Замор возача је смањен. Шансе возила да преживи на бојном пољу су повећане додавањем новог брзоделатног система за гашење пожара. Такође су унапређени систем за контролу паљбе и оптичка опрема, на пример додати су нови „Лига-С“ и 1П67 оптички уређаји. Овај програм модернизације повећава учинак тенка ПТ-76 2,7 пута, што је ипак релативно мало. Руски маринци су прихватили ово возило 2006. и између 40 и 50 возила је наручено.[58][59]

### Сједињене Државе
- ПТ-76 је коришћен од стране америчке војске за тренинге са симулираним непријатељима. Тенкови су модификовани на неколико начина, укључујући мењање мотора тенка дизел мотором марке Кетерпилар, мењање отвора на тенку да се отварају уназад и уграђивање америчке радио-опреме и носача за антене. Због тога што су се издувни склопови нових мотора разликовали од склопова старог мотора, издувне цеви су преусмерене и повезане са излазима за водено-млазне моторе уместо са оригиналним ауспухом возила.[35]

### Вијетнам
- ПТ-76 на који је био монтиран противавионски митраљез на врх куполе.

## Корисници

### Тренутни корисници
- Ангола – 68 возила наручено 1975. године од Совјетског Савеза, исте године испоручено (возила је претходно користила совјетска војска).[60] 12 возила у употреби 1996. године.[61] 10 у употреби од 2023. г.[62]
- Бенин[35] – 20 возила наручено 1981. године од Совјетског Савеза, испоручено 1982. године (возила су била половна).[60] 20 возила у употреби 1996. године.[61] 18 у употреби од 2023. г.[63]
- Куба[12][35] – 60 возила купљено 1970. године од Совјетског Савеза, испоручено између 1971. и 1973. године.[10][60] 50 возила у употреби са маринцима 1996. године.[61] Непознат број још увек у употреби од 2023. г.[64]
- Демократска Република Конго – 10 возила у употреби од 2023. г.[65]
- Гвинеја[12][35] – 20 возила наручено 1977. године од Совјетског Савеза, исте године испоручено (возила су била половна).[60] 18 возила у употреби 1996. године.[61] 15 у употреби од 2023. г.[66]
- Гвинеја Бисао – 20 возила наручено 1977. године од Совјетског Савеза, испоручено 1978. године (возила су била половна).[60] 15 возила у употреби од 2023. г.[67]
- Индонезија[12][35] – 50 возила ПТ-76Б наручено 1962. године од Совјетског Савеза, испоручено 1964. године.[60] 60 возила ПТ-76Б у употреби 1996. године.[61] 70 возила ПТ-76Б у употреби од 2023. г.[68]
- Лаос[12][35] – 30 возила у употреби 1996. године.[61] 10 у употреби од 2023. г.[69]
- Мадагаскар[35][61] – 12 возила наручено 1983. године од Совјетског Савеза, испоручено 1983. године (возила је претходно користила совјетска војска).[60] Сва возила су у употреби од 2023. г.[70]
- Мали – 2 возила ПТ-76 у употреби од 2023. г.[71]
- Северна Кореја[12][35] – 100 возила наручено 1965. године од Совјетског Савеза, испоручено између 1966. и 1967. године.[60] 300 возила у употреби 1996. године.[61] 560 возила ПТ-76 и локално произведених возила PТ-85 у употреби од 2023. г.[72]
- Република Конго – 3 возила наручена 1971. године од Совјетског Савеза, испоручена 1972. године (возила су била половна).[60] Сва возила су у употреби од 2023. г.[73]
- Уганда[12][35][61] – 50 возила наручено 1973. године од Совјетског Савеза, испоручено између 1974. и 1975. године (могуће је да је возила претходно користила совјетска војска).[60] 20 возила у употреби од 2023. г.[74]
- Вијетнам[12][35] – 300 возила у употреби од 2023. г.[75]
- Замбија[35][61] – 50 возила наручено 1983. године од Совјетског Савеза, испоручено 1984. године (возила је претходно користила совјетска војска).[60] 30 возила у употреби од 2023. г.[76]

### Бивши корисници
- Авганистан[12][35] – 50 возила наручено 1958. године од Совјетског Савеза, испоручено између 1959. и 1961. године.[60] 60 возила у употреби 1996. г.[61]
- Белорусија – 8 возила у употреби 1995. г.[77]
- Босна и Херцеговина – 8 возила у употреби 2005. г.[6]
- Бугарска[12][61] – 250 возила наручено 1959. године од Совјетског Савеза, испоручено између 1960. и 1964. године.[60] Повучени из употребе.[78]
- Камбоџа[35] – 10 возила наручено 1983. године од Совјетског Савеза, исте године испоручено као војна помоћ; још 10 возила наручено 1988. године од Совјетског Савеза, испоручено 1989. године као помоћ (сва возила су претходно користили Совјети).[60] 10 возила у употреби 2005. г.[6]
- Хрватска[35] – 1 возило у употреби 1998. г. и 9 у употреби 2003. г.[79]
- Египат[12][61] – 50 возила наручено 1965. године од Совјетског Савеза, испоручено 1966. године. 200 возила наручено 1970. године од Совјетског Савеза, испоручено између 1970. и 1972. године (могуће је да је возила претходно користила совјетска војска).[60]
- Финска[12] – 12 возила наручено од Совјетског Савеза, испоручено 1964. године. Повучени из употребе 1994. године. Нека возила претворена у PT-A возила без куполе за обуку возача возила БТР-50. Повучени 2001. године.
- Источна Немачка[12][61] – 170 возила наручено 1956. године од Совјетског Савеза, испоручено између 1957. и 1959. године.[60] ПТ-76 модел 2 и ПТ-76Б су прослеђени војсци Немачке након уједињења.[35]
- Немачка – Непознат број добијен након уједињења са Источном Немачком. Сва возила су размонтирана или продата другим државама.[80]
- Мађарска[12][35][61] – 100 возила наручено 1957. године од Совјетског Савеза, испоручено између 1959. и 1960. године.[60]
- Индија[12] – 178 возила наручено 1962. године од Совјетског Савеза, испоручено између 1964. и 1965. године.[60] 90 возила у употреби 2005. године.[6] Повучени из употребе 2009. г.[19]
- Ирак[12][35][61] – 45 возила наручено 1967. године од Совјетског Савеза, испоручено између 1968. и 1970. године (вероватно је возила претходно користила совјетска војска). 200 возила наручено 1983. године од Совјетског Савеза, испоручено 1984. године (возила је претходно користила совјетска војска).[60] 100 возила у употреби пре Инвазије Ирака 2003. године.[6]
- Краљевина Лаос – 45 возила испоручено 1961. године од стране Совјетског Савеза, повучено из употребе 1964. године. Додатних 25 возила заробљено од Народне армије Вијетнама 1969. године и у употреби до 1970. г.[81]
- Никарагва[35] – 22 возила наручена 1983. године од Совјетског Савеза, испоручена 1984. године (возила је претходно користила совјетска војска).[60] 10 возила у резерви од 2023. г.[82]
- Мозамбик[12][61] – 16 возила, нека купљена од Источне Немачке након што их је иста заменила возилима БМП-1 1973. године.[83]
- Северни Вијетнам – 150 возила наручено 1964. године од Совјетског Савеза, још 100 возила наручено 1971. године. Укупно 500 возила је испоручено, нека возила као војна помоћ (возила су била половна).[60]
- Пакистан[12] – 32 возила наручена 1968. године од Индонезије, испоручена између 1969. и 1970. године (возила су била половна).[60] Још 12 возила је заробљено током Индијско-пакистанског рата 1965. г.[84]
- Народна Република Кина[16] – Дизајнирана копија тенка ПТ-76 под именом Тип 60, али се показала као незадовољавајућа па је замењена кинеским тенком Тип 63.
- Пољска – 300 возила наручено 1955. године од Совјетског Савеза, испоручено између 1957. и 1958. године.[60] 30 возила у употреби 1996. г.[61]
- Русија – 150 возила у употреби 2010. г.[85]
- Словенија – Неколико тенкова заробљено од ЈНА, повучено из употребе.[86]
- Совјетски Савез – Око 12.000 возила произведено (10.000 за совјетску војску и 2.000 за извоз).[2] 1.200 возила у употреби 1990. године.[87] Прослеђени државама наследницама.
- Сирија[12] – 80 возила наручено 1971. године од Совјетског Савеза, испоручено између 1972. и 1973. године (возила је претходно користила совјетска војска).[60] 100 возила у употреби 1996. г.[61]
- Украјина – 40 возила наслеђено од Совјетског Савеза.[88] 5 возила у употреби 1995. г.[89]
- Сједињене Државе[35] – Војска САД је користила неколико тенкова ПТ-76 у тренинзима са симулираним непријатељима.[35]
- Југославија [12][35][61] – 100 возила ПТ-76Б наручено 1962. године од Совјетског Савеза, испоручено 1963. године.[90][91]

### Користили ради евалуација
- Чехословачка[12] – Један тенк купљен и испитан, одустало се од даље куповине.[92]